# 沮渠萬年
沮渠万年（？—452年），五胡十六国北凉的宗室，沮渠蒙遜的孙子，沮渠牧犍的侄子。
439年九月二十五日，沮渠万年率部众投降北魏。姑臧城被北魏军攻陷，沮渠牧犍率领文武官员五千人，双手反绑，亲自请降。441年三月二十九日，魏太武帝封柔然郁久闾乞列归为朔方王，封沮渠万年为张掖王。452年正月，北魏所俘获的刘宋五千余户百姓在中山居住的人图谋造反，冀州刺史、张掖王沮渠万年与这些人勾结，魏太武帝赐他自杀。